# Caloptilia hercoscelis
Caloptilia hercoscelis är en fjärilsart som först beskrevs av Edward Meyrick 1939.  Caloptilia hercoscelis ingår i släktet Caloptilia och familjen styltmalar.
Artens utbredningsområde är Fiji. Inga underarter finns listade i Catalogue of Life.